# (473152) 2015 KM16
(473152) 2015 KM16 es un asteroide perteneciente al cinturón de asteroides, descubierto el 14 de septiembre de 2006 por el equipo del Spacewatch desde el Observatorio Nacional de Kitt Peak, Arizona, Estados Unidos.

## Designación y nombre
Designado provisionalmente como 2015 KM16.

## Características orbitales
2015 KM16 está situado a una distancia media del Sol de 3,042 ua, pudiendo alejarse hasta 3,285 ua y acercarse hasta 2,799 ua. Su excentricidad es 0,079 y la inclinación orbital 11,50 grados. Emplea 1938 días en completar una órbita alrededor del Sol.

## Características físicas
La magnitud absoluta de 2015 KM16 es 16,5.